# Cyanogomphus
Cyanogomphus is een geslacht van libellen (Odonata) uit de familie van de rombouten (Gomphidae).

## Soorten
Cyanogomphus omvat 2 soorten:
- Cyanogomphus comparabilis Belle, 1994
- Cyanogomphus waltheri Selys, 1873